# Saint-Martin-de-Valamas
Saint-Martin-de-Valamas je naselje in občina v jugovzhodnem francoskem departmaju Ardèche regije Rona-Alpe. Leta 1999 je naselje imelo 1.299 prebivalcev.

## Geografija
Kraj se nahaja v pokrajini Languedoc ob reki Eyrieux in njenem levem pritoku Saliouse, 70 km zahodno od Valence.

## Uprava
Saint-Martin-de-Valamas je sedež istoimenskega kantona, v katerega so poleg njegove vključene še občine Arcens, Borée, Chanéac, Intres, Lachapelle-sous-Chanéac, La Rochette, Saint-Clément, Saint-Jean-Roure, Saint-Julien-Boutières in Saint-Martial s 3.304 prebivalci.
Kanton je sestavni del okrožja Tournon-sur-Rhône.
1. ↑  »Populations légales 2016«. Nacionalni inštitut za statistične in gospodarske raziskave. Pridobljeno 25. aprila 2019.